# Classe Elli
Le fregate della classe Elli della Marina greca sono delle unità missilistiche tipo Kortenaer di costruzione olandesi.
Le prime due unità della classe furono acquisite dai greci mentre erano in costruzione per la Marina Olandese all'inizio degli anni ottanta.
Le unità in costruzione i cui nomi originari erano Pieter Florisz (F-812) e Witte de With (F-813) vennero ribattezzate rispettivamente Elli (F450) e Limnos (F451) e vennero allestite con delle modifiche rispetto alle gemelle olandesi.

## Caratteristiche
Le modifiche all'armamento vedono il CIWS Goalkeeper sostituito dal Phalanx e la presenza di un secondo cannone da 76/62mm a poppa sul cielo dell'hangar, mentre le fregate olandesi ne avevano un solo a prua. L'hangar delle fregate greche è due metri più lungo, per ospitare due elicotteri AB 212, al posto del Sea Lynx delle sorelle olandesi. L'allestimento di massima è similare tra le due classi, con le Kortenaer che sono leggermente più larghe ma molto più pesanti.
L'apparato motore è uguale a quello delle Kortaener, del tipo COGOG basato su turbine a gas inglesi Rolls-Royce, con due turbine Tyne per l'andatura di crociera e due turbine Olympus per l'andatura ad alta velocità, così come uguale è l'elettronica ed il resto dell'armamento, con due lanciamissili quadrupli di missili antinave Harpoon, un lanciamissili ottuplo per missili antiaerei Sea Sparrow e quattro lanciasiluri da 324mm in due impianti binati.

## Servizio
Le Kortenaer olandesi andate in disarmo sono state tutte (tranne due acquistate dagli Emirati Arabi Uniti), acquistate dai greci tra il 1993 e il 2001 a completare nella Elleniko Polemikó Naftikó una classe omogenea di unità navali. La differenza rispetto alle prime due unità è la presenza di un solo cannone da 76/62mm, mentre anche in queste navi il CIWS Goalkeeper è stato sostituito con il Phalanx.
Per sei delle dieci unità è previsto un programma di ammodernamento che dovrebbe essere completato nel 2009. I lavori previsti per Kountouriotis (F-462) e Adrias (F-459) sono stati completati.
Le altre quattro unità interessate sono Navarinon (F-461), Limnos (F-451), Elli (F-450), e Aegaeon (F-460) ed i lavori sono eseguiti nel cantiere navale di Skaramagas.
Le principali opere di ammodernamento da eseguire sono le seguenti:
- sostituzione del sistema di gestione della piattaforma di combattimento e installazione di nuovi sensori
- revisione e il miglioramento dei radar
- sostituzione di sistemi di navigazione e aggiornamento dei sistemi di comunicazione
- sostituzione del sistema di controllo della propulsione

## Galleria d'immagini
| La fregata Kanaris | La fregata Bouboulina |

| La fregata Aegeon a Malaga | La fregata Themistocles |

## Unità
| Nave                              | Matricola | Nome originario                               | Cantiere         | Impostazione     | Varo              | Entrata in servizio | Disarmo          | Entrata in servizio |
| --------------------------------- | --------- | --------------------------------------------- | ---------------- | ---------------- | ----------------- | ------------------- | ---------------- | ------------------- |
| Elli (Έλλη)                       | F-450     | Pieter Florisz (F-812)                        | RSV Schelde      | 1º luglio 1977   | 15 dicembre 1979  |                     |                  | 10 ottobre 1981     |
| Limnos (Λήμνος)                   | F-451     | Witte de With (F-813)                         | RSV Schelde      | 13 giugno 1978   | 27 ottobre 1979   |                     |                  | 18 settembre 1982   |
| Adrias (Αδριάς)                   | F-459     | Callenburgh (F-808)                           | RSV Schelde      | 2 settembre 1975 | 26 marzo 1977     | 26 luglio 1979      | 1993             | 14 maggio 1993      |
| Aegaeon (Αιγαίον)                 | F-460     | Banckert (F-810)                              | RSV Schelde      | 25 febbraio 1976 | 30 settembre 1978 | 29 ottobre 1980     | 1994             | 30 marzo 1994       |
| Navarinon (Ναυαρίνον)             | F-461     | Van Kinsbergen (F-809)                        | RSV Schelde      | 2 settembre 1975 | 16 aprile 1977    | 24 aprile 1980      | 1995             | 1º maggio 1995      |
| Kountouriotes (Κουντουριώτης)     | F-462     | Kortenaer (F-807)                             | RSV Schelde      | 8 aprile 1975    | 18 dicembre 1976  | 26 ottobre 1978     | 1997             | 3 giugno 1997       |
| Bouboulina (Μπουμπουλίνα)         | F-463     | Pieter Florisz (F-826) ex-Willem van der Zaan | RSV Schelde      | 21 gennaio 1981  | 8 maggio 1982     | 11 ottobre 1983     | 24 gennaio 2001  | 1º dicembre 2001    |
| Kanaris (Κανάρης)                 | F-464     | Jan van Brakel (F-825)                        | RSV Schelde      | 16 novembre 1979 | 16 maggio 1981    | 14 aprile 1983      | 12 ottobre 2001  | 29 novembre 2002    |
| Themistokles (Θεμιστοκλής)        | F-465     | Philips van Almonde (F-823)                   | Wilton-Fijenoord | 1º ottobre 1977  | 11 agosto 1979    | 2 dicembre 1981     | 2002             | 24 ottobre 2002     |
| Nikiforos Fokas (Νικηφόρος Φωκάς) | F-466     | Bloys van Treslong (F-824)                    | Wilton-Fijenoord | 5 maggio 1978    | 15 novembre 1980  | 25 novembre 1982    | 17 dicembre 2003 | 19 novembre 2004    |